# Edmund Siemers

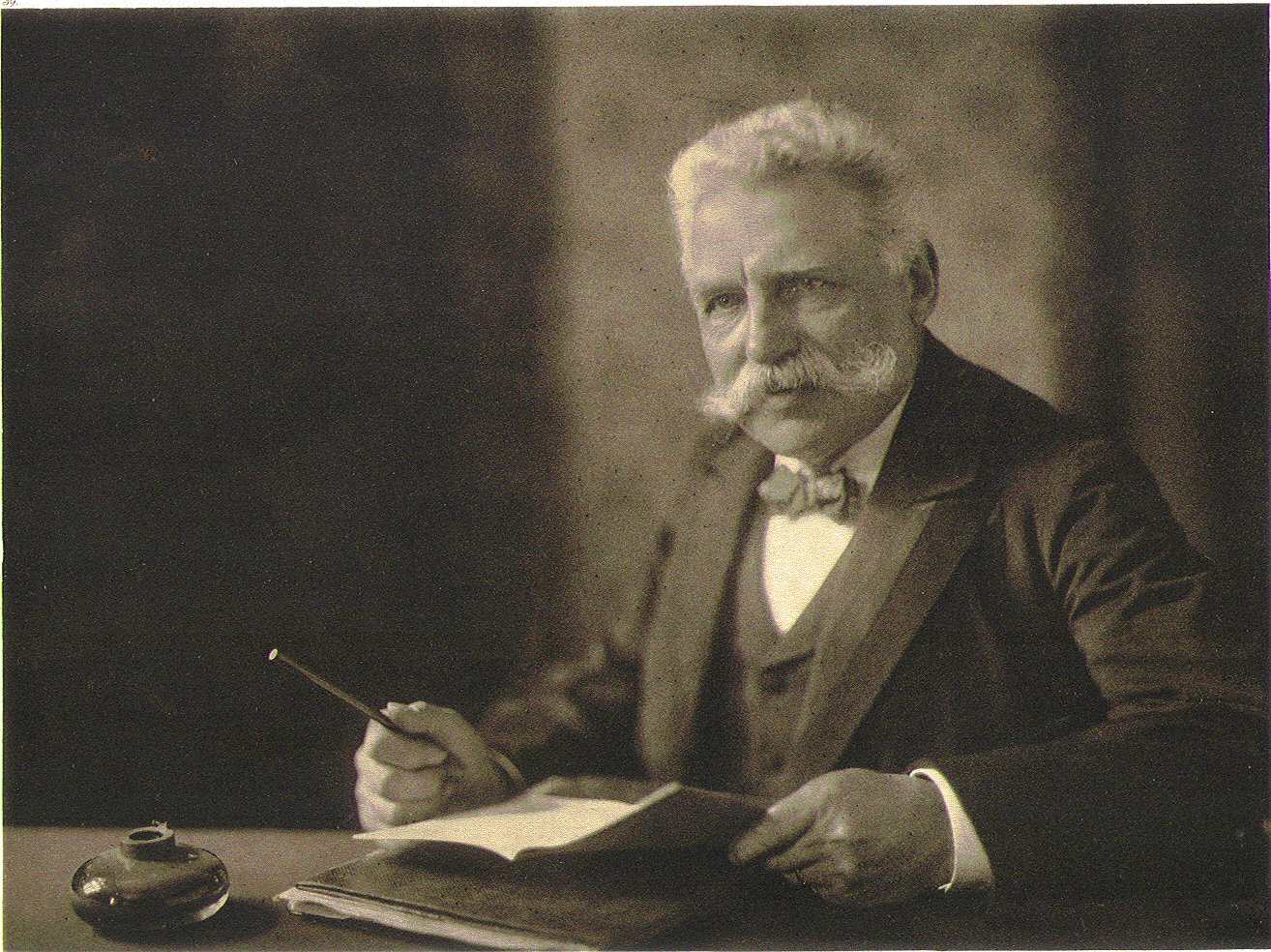
Edmund Siemers, 1905

Edmund Julius Arnold Siemers (* 12. März 1840 in Hamburg; † 20. November 1918 ebenda) war ein Hamburger Kaufmann, Reeder und Stifter.

## Leben
Der Hamburger Kaufmann und Inhaber der Firma G. J. H. Siemers & Co. Georg Johann Heinrich Siemers (1794–1876) war sein Vater. Edmund Siemers baute die 1811 von seinem Großvater Georg Johann Heinrich Siemers (1763–1846) gegründete Firma G. J. H. Siemers & Co. zum größten deutschen Petroleumhändler aus. Neben Wilhelm Anton Riedemann gehörte er zu den ersten, die Petroleum ins Deutsche Reich importierten. Zwischen 1887 und 1889 erwarb Siemers drei Tankdampfer, die er vollständig aus eigenen Mitteln finanzierte. Anfang 1891 übernahm die Deutsch-Amerikanische Petroleum Gesellschaft (DAPG), eine Tochtergesellschaft der Standard Oil Company, das Petroleumgeschäft, wenige Monate später die drei Siemersschen Öltanker. Die DAPG wurde später in Deutsche Esso GmbH umbenannt und ist heute Teil von ExxonMobil. Siemers wandte sich Anfang der 1890er Jahre vor allem dem Guano- bzw. Salpeterimport zu und stieg mit einer Segelschiffs- und Dampferflotte auch wieder ins Reedereigeschäft ein. Außerdem wurde er seit 1908 zum Großgrundbesitzer, der allein in Hamburg-Langenhorn bis 1913 insgesamt 6,6 Millionen Quadratmeter Land erwarb. 1911 beteiligte er sich an der Gründung der Hamburger Luftschiffhallen GmbH (HLG), aus der später der Flughafen Hamburg hervorging. Mit dem Beginn des Ersten Weltkriegs 1914 war der Salpeterimport eingestellt worden, seine Segelschiffs-Flotte, der größte Vermögenswert, musste praktisch ohne Entschädigung an die Siegermächte ausgeliefert werden. Die Gesamttonnage betrug zu diesem Zeitpunkt knapp 19.000 BRT und die Firma war die sechstgrößte Segelschiffsreederei in Hamburg. Nach seinem Tod wurde sein Sohn Dr. Kurt Siemers, der bereits 1904 als Teilhaber eingetreten war, Seniorchef der Fa. G. J. H. Siemers & Co. und führte sie dennoch als Privatbank und Reederei fort.

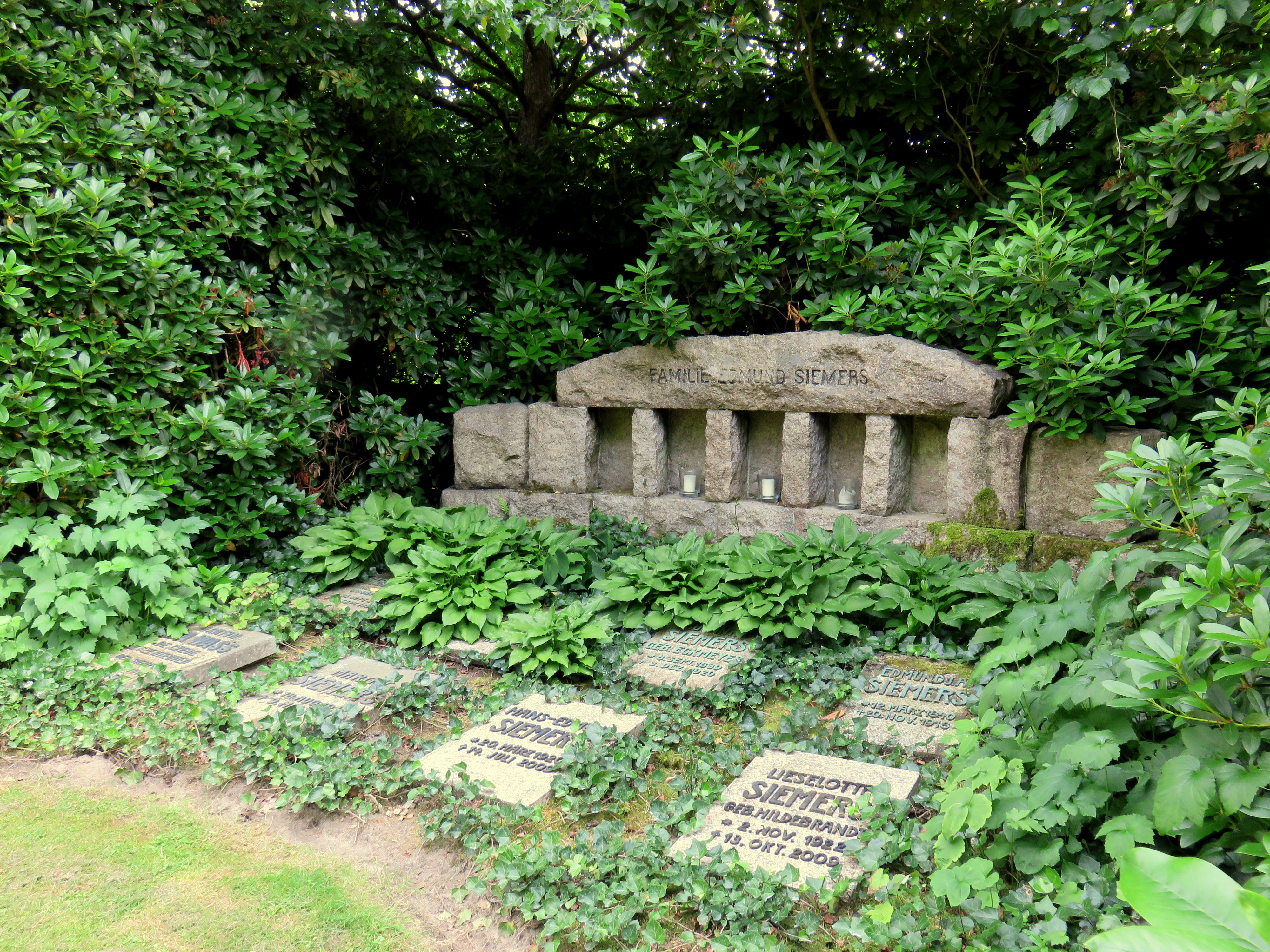
Grabstein Edmund Siemers auf dem Friedhof Ohlsdorf (rechts hinten)

Von 1892 bis zu seinem Tod war Siemers Mitglied der Hamburger Bürgerschaft und von 1898 bis 1906 Mitglied der Finanzdeputation. Im Jahr 1905 wurde Siemers zum Oberalten im Kirchspiel Sankt Jacobi gewählt und blieb bis zu seinem Tod Mitglied des Kollegiums der Oberalten. 1896 stiftete er die Lungenheilanstalt Edmundsthal-Siemerswalde bei Geesthacht, die drei Jahre später eröffnet wurde, und 1907 als Kuratoriumsmitglied der Hamburgischen Wissenschaftlichen Stiftung ein Vorlesungsgebäude, das heutige Hauptgebäude der Hamburger Universität.
Auf dem Ohlsdorfer Friedhof, im Bereich des „Millionärshügels“ oberhalb des Nordteiches, befindet sich die Grabstätte der Familie Siemers mit einem Kissenstein für Edmund Siemers.
Der praktische Arzt, Naturforscher und Freimaurer Joachim Friedrich Siemers war sein Onkel.

## Ehe und Nachkommen
Siemers war verheiratet mit Susanne, geb. Eckmeyer aus Hamburg. Mit dieser hatte er die Töchter Antonie (Toni) (* 1866) und Thekla (* 1868) sowie die Söhne Johann (Hans) (* 1872) und Kurt Edmund (* 1873).

## Auszeichnungen
Die Straße in Hamburg, an der das Universitätshauptgebäude liegt, heißt ihm zu Ehren Edmund-Siemers-Allee (⊙).
In Hamburg-Langenhorn trägt eine Villensiedlung mit schönen Parks und Gärten den Namen „Siemershöh“ (begründet 1914).